# 查尔斯·萨克尔
查尔斯·派屈克·萨克尔（英語：Charles Patrick Thacker，1943年2月26日—2017年6月12日），美国计算机科学家，美国工程院院士，美国艺术与科学院院士，計算機協會会士，微软技术院士。因设计与实现了第一台现代个人电脑Xerox Alto而荣获2009年图灵奖。

## 生平
1943年2月26日，萨克尔出生于美国加州帕萨迪纳。
1968年在加州大学伯克利分校读物理专业时加入Genie项目，开始进入计算机界。
1970年，加盟施乐公司Palo Alto研究中心。先后担任MAXC时分操作系统的项目负责人，Alto个人计算系统的首席设计师等职务。主持或者参与了Alto、以太网、激光打印机等的设计与开发。
1983年，加盟迪吉多公司，参与创建该公司的系统研究中心。主持设计了第一个多处理器工作站DEC Firefly。
1997年，加入微软，帮助创建微软剑桥研究院。
1999年，从事微软Tablet PC的开发。

## 奖项和荣誉
2004年被美国工程院授予查尔斯·斯塔克·德雷珀奖。
2007年荣获IEEE約翰·馮諾依曼獎。